# テスラ (単位)
テスラ（英: tesla、記号: T）は、磁束密度の単位である。
その名称はニコラ・テスラにちなむ。1960年の国際単位系 (SI) 導入の際、それまでのCGS単位系に基づくガウスをSIに基づくものに置き換えるために定められた。1万ガウスと等価。

## 定義
1テスラは、「磁束の方向に垂直な面の1平方メートルにつき1ウェーバの磁束密度」（計量単位令による）と定義される。すなわちウェーバ毎平方メートル(Wb/m2)に等しい。他の単位では以下のように表現できる。
T = Wb·m−2 = V·s·m−2 = N·A−1·m−1 = kg·C−1·s−1 = kg·A−1·s−2

## 換算
CGS単位系のガウス(G)はマクスウェル毎平方センチメートル(Mx/cm2)と定義され、1 m2 = 104 cm2、1 Wb ≒ 108 Mxであるので、1 T の磁束密度はガウス単位系では約 104 G に相当する。
- 1T = 10000 G
- 1 G = 10−4 T = 100 μT (microtesla)

厳密には、B = 1 T である磁束密度があるとき、ガウス単位系におけるこの磁束密度をBemuとすると、
{\displaystyle {\frac {B_{\mathrm {emu} }}{B}}={\sqrt {\frac {4\pi \times 10^{-7}}{\{\mu _{0}\}}}}\times 10^{4}\ {\frac {\text{G}}{\text{T}}}}
で換算される。
ルートの部分はほぼ1であるが10−10程小さい（2019年のSI基本単位の再定義まで、磁気定数{\displaystyle \mu _{0}}は{\displaystyle 4\pi \times 10^{-7}}に等しい定義値だったため、ルートの部分は1になっていた）。
地磁気に用いられるガンマ(γ)は、10−9 T = 1 nTに等しい。
| 分量                         | 分量 | 分量           |        | 倍量 | 倍量         | 倍量 |
| 値                           | 記号 | 名称           | 値     | 記号 | 名称         |      |
| 10−1 T                       | dT   | デシテスラ     | 101 T  | daT  | デカテスラ   |      |
| 10−2 T                       | cT   | センチテスラ   | 102 T  | hT   | ヘクトテスラ |      |
| 10−3 T                       | mT   | ミリテスラ     | 103 T  | kT   | キロテスラ   |      |
| 10−6 T                       | µT   | マイクロテスラ | 106 T  | MT   | メガテスラ   |      |
| 10−9 T                       | nT   | ナノテスラ     | 109 T  | GT   | ギガテスラ   |      |
| 10−12 T                      | pT   | ピコテスラ     | 1012 T | TT   | テラテスラ   |      |
| 10−15 T                      | fT   | フェムトテスラ | 1015 T | PT   | ペタテスラ   |      |
| 10−18 T                      | aT   | アトテスラ     | 1018 T | ET   | エクサテスラ |      |
| 10−21 T                      | zT   | ゼプトテスラ   | 1021 T | ZT   | ゼタテスラ   |      |
| 10−24 T                      | yT   | ヨクトテスラ   | 1024 T | YT   | ヨタテスラ   |      |
| 10−27 T                      | rT   | ロントテスラ   | 1027 T | RT   | ロナテスラ   |      |
| 10−30 T                      | qT   | クエクトテスラ | 1030 T | QT   | クエタテスラ |      |
| よく使われる単位を太字で示す |      |                |        |      |              |      |